# 小架梅花拳创始人张从富墓
小架梅花拳创始人张从富墓，位于中国河北省邢台市油召乡八辛庄村，为邢台市平乡县的一个省级文物保护单位，类型为古墓葬，公布时间为2001年2月7日。
小架梅花拳创始人张从富墓的历史年代为清代。